# La Grande Lessive (installation)
Pour le film, voir La Grande Lessive (!).
 (avril 2024).
 (avril 2024).
 (mai 2023).
Si vous disposez d'ouvrages ou d'articles de référence ou si vous connaissez des sites web de qualité traitant du thème abordé ici, merci de compléter l'article en donnant les références utiles à sa vérifiabilité et en les liant à la section « Notes et références ».
La Grande Lessive est une œuvre d’art participatif et citoyen créée en 2006 par la plasticienne française Joëlle Gonthier. Son organisation est assurée par une association loi de 1901 agréée par le ministère français de l’Éducation nationale. Un site compose l’atelier qui rassemble les outils et ressources utiles à son organisation.

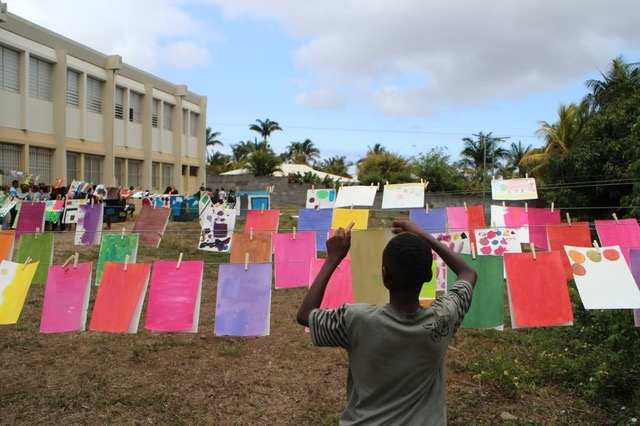
La Grande Lessive à La Réunion en 2018.

Début 2024, 14 millions de personnes y ont déjà contribué. Sur son site, une carte de l’événement regroupant les milliers de lieux recensés depuis 2015 donne un aperçu de son ampleur nationale et internationale.

## Dénomination
La Grande Lessive est une marque déposée à l’INPI dont l’usage est réglementé. Ce nom est choisi par Joëlle Gonthier en référence à une pratique sociale connue « La Grande lessive » qui regroupe deux fois par an, en France et dans d’autres régions du globe, les habitants d’un même territoire. Le lavage du linge commun à toutes les classes sociales regroupe les effets d’une « famille » qui s’ignore le reste de l’année.
La Grande Lessive détourne ce principe à des fins artistiques. Elle détourne également le format A4 quasi universel de la reproduction mécanisée de documents officiels ou de modes d’emploi pour en faire un espace créatif. En agissant ainsi, la participation est facilitée par le choix de points de départ connus du plus grand nombre. La constance du format instaure, pour sa part, une équité entre les participants.

## Une œuvre multimédia participative
C’est le fait d’agir ensemble, sans distinction d’âge, genre, condition sociale, compétences ou handicaps, un même jour, en différents points du globe, à partir d’une base commune appelée « invitation », d’objectifs (développement des pratiques artistiques et du lien social) et de dispositifs partagés (site internet, supports A4, fils et pinces à linge) qui compose une œuvre. Chaque participation individuelle est nommée « réalisation » afin de distinguer une démarche conduite sur la durée avec des objectifs artistiques d’une participation occasionnelle à un événement d’art participatif.
La Grande Lessive est une œuvre multimédia, dans la mesure où elle associe plusieurs milliers d’installations in situ composées de supports verticaux, de fils tendus, de pinces à linge et de réalisations plastiques de format A4 (dessins, peintures, collages, photographies et autres images numériques, etc.) à un atelier numérique rassemblant outils et ressources de diverses natures, ainsi qu’à de multiples contacts effectués par messagerie, téléphone, publications numériques ou non, présentiel, etc. La Grande Lessive combine installations éphémères (étendages) et performances individuelles et collectives. Les étendages déployés deux fois par an, en mars et octobre, à travers places et rues, ne constituent qu’une part d’un processus plus ample qui requiert un travail à l’année pour sa créatrice et l’association qui l’organise et de quelques semaines ou mois pour les collectifs locaux qui la mettent en place dans une rue, un quartier, une ville.
La Grande Lessive offre l’occasion de vivre l’intégralité d’une démarche artistique, de la décision d’y participer et de la recherche d’idée à la présentation publique d’une réalisation individuelle au sein d’une installation collective. Elle associe ainsi des temps individuels et collectifs, incite à chercher, apprendre, coopérer afin d’inventer un cheminement personnel. La Grande Lessive permet de faire l’expérience de la création et celle de l’exposition. Une « Grande lessive » réussie rassemble les générations et manifeste une diversité d’approches et de techniques à partir d’une même « invitation » interrogeant autant les arts et leur histoire que la société : « Transparents/pas transparents », « De jour comme de nuit, réfléchir la lumière », « Que les couleurs du monde », « Avec ou sans eau ? », « Ma cabane et/est la tienne », etc. Il n’y a ni sélection préalable ni remise de prix et une seule réalisation par personne.

## Interroger les notions d’auteur, d’oeuvre et de public
Dans l’ouvrage L’art en partage citoyen, publié en décembre 2023 par les éditions Orbis et Tertius, les universitaires Sabine Forero Mendoza, Marion Hohlfeldt et Pascale Peyraga constatent que depuis trois décennies environ, les pratiques artistiques collaboratives se multiplient. La Grande Lessive fait partie des pratiques étudiées.

## Mode d’emploi
Un site sert d’atelier partagé à La Grande Lessive. Un même jour, des étendages sont implantés dans des milliers de lieux par les collectifs qui l’organisent.  

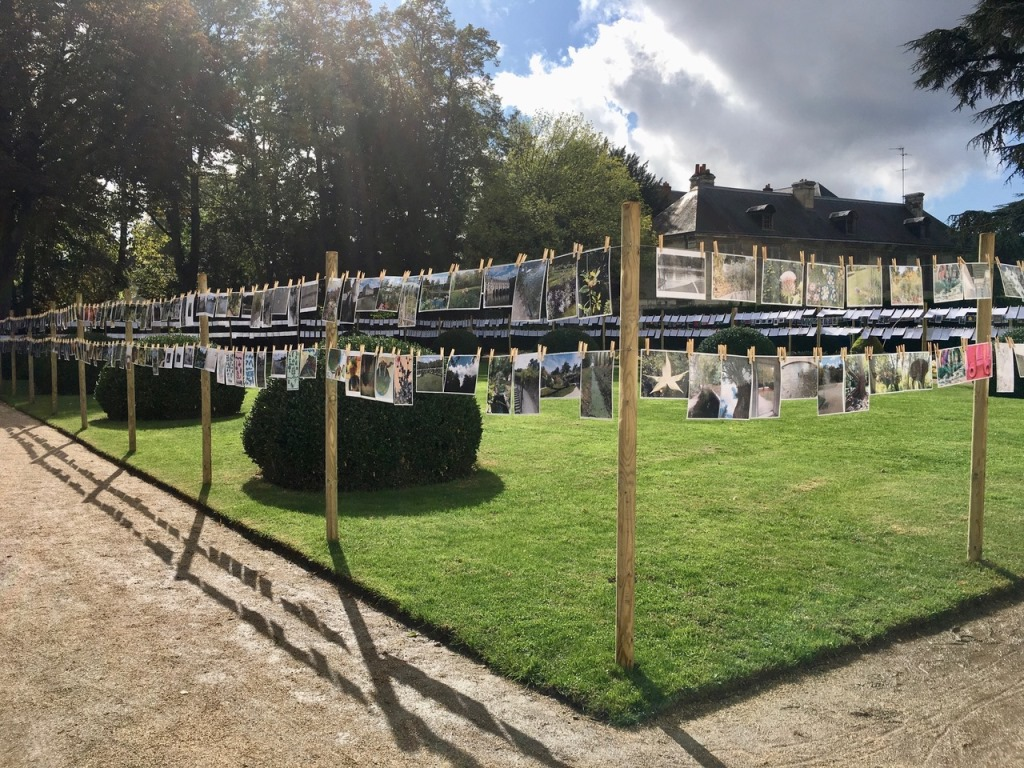
La Grande Lessive dans les jardins du Musée des Beaux-Arts de Tours en octobre 2019 (Photo Joëlle Gonthier)

Les étendages sont constitués de fils tendus en plein air auxquels sont suspendues des réalisations individuelles (dessins, peintures, photographies et autres images numériques, collages, etc.) à deux dimensions et de format A4, conçues à partir de l’invitation du moment.
L’invitation et la date de l’événement changent deux fois par an, en mars et en octobre. Les personnes désireuses de participer à l’une ou l’autre de ces dates constituent un collectif. Pour signaler sa participation et coordonner l’événement, chaque collectif doit s’inscrire. À lui ensuite d’organiser localement La Grande Lessive dans le respect de ses principes et modalités (date, invitation, installation en extérieur, gratuité pour les participants), sans vente de réalisation, remise de récompenses ni promotions commerciales ou partisanes. Des ressources publiées sur le site aident à imaginer des réalisations individuelles et à organiser une installation collective. Chaque participant explore à sa manière l’invitation commune sans en changer les termes. Personne ne lui impose un modèle à suivre. Ainsi, une infinité de pistes se retrouvent sur le fil La Grande Lessive. Des ateliers organisés dans la perspective de cet événement peuvent toutefois apporter une aide matérielle et, surtout, développer des échanges d’idées et de pratiques à partir de l’invitation que chacun abordera selon ses choix.
Le jour de l'événement, en mars et en octobre, les collectifs locaux tendent des fils en plein air, dans l'espace public ou le cadre privé. Les usagers et habitants de ces espaces sont invités à accrocher au moyen de pinces à linge une réalisation de format A4 à deux dimensions qu’ils ont conçue à partir de l’invitation du moment. Pour une durée limitée à cette journée, cette installation accueille dessins, peintures, collages, photographies et autres images numériques, poésies visuelles, etc. toutes différentes les unes des autres. Plusieurs milliers d’étendages se déploient ainsi en même temps sur la planète.